# Yed Prior
Yed Prior (δ Ophiuchi / δ Oph / 1 Ophiuchi) es una estrella en la constelación de Ofiuco, el portador de la serpiente, de magnitud aparente +2,73. El nombre de Yed Prior tiene un origen mixto. La palabra Yed procede del árabe «mano», y la palabra Prior proviene del latín «delante», ya que precede a Yed Posterior (ε Ophiuchi) en su movimiento a través del cielo. Con esta última forma una doble óptica, si bien las dos estrellas no están relacionadas físicamente, estando Yed Prior situada a 170 años luz del sistema solar mientras que Yed Posterior se encuentra a 108 años luz.
Yed Prior es una gigante roja de tipo espectral M0.5III —en el extremo más caliente de las gigantes rojas— con una temperatura efectiva de 3800 K.
Su radio es 58 veces más grande que el radio solar y su luminosidad, incluyendo la radiación infrarroja emitida, es 630 veces mayor que la solar. Elementos químicos como hierro y nitrógeno son mucho más abundantes en Yed Prior que en el Sol; el contenido del primero es doble que en el Sol, mientras que el contenido del segundo casi triplica al encontrado en nuestra estrella, resultado de procesos nucleares internos.